# أوتو آي
أوتو آي (بالألمانية: Otto I. von Geldern)‏ (و. 1194 – 1215 م) هو كاهن كاثوليكي ألماني، توفي عن عمر يناهز 21 عاماً.

## مناصب
تولى منصب أسقف كاثوليكي
.